# Взятие Ваджха
Взятие Ваджха (англ. Capture of Wejh) — сражение, произошедшее 23–24 января 1917 года, когда арабские повстанческие войска под командованием британцев высадились с моря и при поддержке обстрелов с кораблей нанесли поражение османскому гарнизону в Ваджхе (современный Эль-Ваджх, Саудовская Аравия). 
Атака была предназначена для того, чтобы угрожать флангам наступления османов в Мекку (которая была захвачена арабскими войсками в 1916 году) из их гарнизона в Медине. Силы морского базирования должны были атаковать в сотрудничестве с более крупными силами под командованием арабского лидера Фейсала, но они были задержаны после захвата большого количества припасов и золота по пути в Ваджх. Силы морского базирования под руководством Королевского флота захватили Ваджх при поддержке морской артиллерии, разгромив османский гарнизон численностью 1300 человек. Захват города защитил Мекку, поскольку османские войска были отведены для обороны Медины и ее окрестностей.

## Предыстория
Арабское восстание началось в июне 1916 года, когда недовольные арабские племена безуспешно восстали против османских гарнизонов в священных для ислама городах Мекке и Медине. Но арабы в итоге добились капитуляции гарнизона Мекки с помощью осады и блокады, но продвинуться дальше им помешали османские подкрепления, отправленные по железной дороге в Медину. Османские силы начали продвижение к Мекке, примерно в 320 км к югу, подходы к которой были слабо защищены. Британцы через Т. Э. Лоуренса, британского офицера связи, и арабского лидера Фейсала, предложили перебросить арабские силы в тыл Османской империи, чтобы угрожать коммуникациям вдоль Хиджазской железной дороги.

## Сражение
Лоуренс и арабские племена под командованием Фейсала должны были пройти 320 км к северу, от прибрежного города до Янбу, вдоль побережья Красного моря до порта Ваджх (ныне известный как Эль-Ваджх). Фейсал беспокоился о том стоит ли покидать Янбу, прибрежный город недалеко от Медины, который он считал уязвимым для нападения. Британский офицер связи полковник Сирил Уилсон заверил его, что оставшиеся там войска могут противостоять любой атаке с помощью Королевского флота. Уилсон знал, что это не обязательно, но думал, что Фейсал не согласится атаковать Ваджх без этого заверения. 4 января Фейсал повел 10 000 человек, примерно половина из которых верхом на верблюдах, на север от своего лагеря возле Янбу.
Королевский флот прибыл в Ведж 23 января, но никаких признаков присутствия сил Фейсала не было. Шесть кораблей военно-морского флота с 50 орудиями под командованием капитана Уильяма Бойла  открыли огонь по позиции Османской империи. Стрельба велась с гидросамолета Королевского флота. Во флоте находились силы из 550 арабов под командованием майора британской армии Чарльза Викери и капитана Нормана Брея. Группа этих людей под командованием Викери была высажена на берег, чтобы обеспечить подходящее место для высадки остальных.
24 января арабские силы были высажены на берег и начали атаку на османские войска, но Фейсала или Лоуренса все еще не было видно. Около половины десанта, относительно неподготовленного и неопытного, отказались сражаться, но остальные, воодушевленные перспективой добычи, атаковали. Османские силы, около 800 турецких солдат и арабский контингент численностью 500 человек на верблюдах, потерпели поражение в уличных боях при значительной поддержке морских бомбардировок. Они были вытеснены из города и отступили вглубь страны, а оставшиеся в городе силы были взяты в плен. Фейсал и Лоуренс прибыли через два дня после боя. Лоуренс сказал, что причиной их задержки стала нехватка воды. Фактическая причина заключалась в том, что группа арабов под командованием Абдаллы захватила старшего османского офицера Ашрафа Бея, и колонну с припасами, перевозившую золото на 20 000 фунтов стерлингов возле Вади-Айса, и люди Фейсала решили отпраздновать это и попытаться получить часть золота.

## Последствия
Атака вынудила османскую армию, шедшую на Мекку, вернуться в Медину, так как их правый фланг оказался под угрозой. В Медине около половины сил было направлено на защиту города, а оставшаяся часть была распределена вдоль железной дороги. Это ознаменовало переход османской тактики от наступательных действий против арабского восстания к оборонительной позиции. Медина оставалась в руках Османской империи до конца войны, но Лоуренс понял, что он может занять почти всю остальную часть Хиджаза и оставить гарнизон Медины изолированным. Османы отказались последовать совету Германии оставить Медину как стратегически незначительную из-за ее престижа как святого места. Для гарнизона требовалось 14 000 солдат плюс около 11 000 человек на железной дороге, которые в противном случае можно было бы использовать в наступательных действиях против арабов. Захват Ваджха защитил Янбу и Мекку, поскольку арабские силы в Ваджхе могли угрожать флангам любого османского наступления на них из Медины.
После битвы Фейсал перенес свою штаб-квартиру в Ведж из Табука и использовал ее для планирования атаки на порт Акаба, примерно 370 км к северу. Арабы использовали Ваджх и Акабу, после её захвата в июле 1917 года, в качестве морских портов для обеспечения своих операций на расстоянии до 480 км вглубь страны.
Захват Ваджха был крупным достижением арабов и продемонстрировал потенциал британо-арабского сотрудничества на этом фронте. Битва помогла продемонстрировать арабам, что османские силы можно победить. После битвы британская помощь арабам, посылаемая из Египта, заметно увеличилась. В неё теперь входили самолеты и броневики, доставляемые в Ваджх через несколько недель после его захвата.